# Shirin
Shirin (uzb. cyr.: Ширин; ros.: Ширин, Szyrin) – miasto o znaczeniu obwodowym we wschodnim Uzbekistanie, w wilajecie syrdaryjskim, na lewym brzegu Syr-darii. W 1989 roku liczyło ok. 12,3 tys. mieszkańców. W mieście znajduje się Elektrownia Syrdariańska oraz Farchadzka Elektrownia Wodna.
Miejscowość otrzymała prawa miejskie w 1972 roku.